# Alekseyev I-212
Alekseyev I-212 là một loại máy bay tiêm kích phản lực hai động cơ, được thiết kế tại Liên Xô năm 1947, do Viện thiết kế Thực ngheiemj số 21 thực hiện.

## Biến thể
- I-212
- I-214
- I-217
- UTI-212

## Tính năng kỹ chiến thuật (I-212)
Dữ liệu lấy từ The Osprey Encyclopedia of Russian Aircraft 1875-1995, p. 17
Đặc điểm tổng quát
- Tổ lái: 2
- Chiều dài: 13,08 m (42 ft 11 in)
- Sải cánh: 16,2 m (53 ft 1,75 in)
- Chiều cao:  ()
- Diện tích cánh: 33 m² (355 ft2)
- Trọng lượng có tải: 9.250 kg (20.393 lb)
- Trọng lượng cất cánh tối đa: 10.500 kg (23.148 lb)
- Động cơ: 2 ×  RD-45, 2.230 kgp (4.916 lb st) mỗi chiếc

 Hiệu suất bay 
- Vận tốc cực đại: 1000 K/h (621 mph)
- Tầm bay: 2.300 km (1.429 dặm)
- Tầm bay chuyển sân: 3.100 km (1.926 dặm)
- Trần bay: 14.800 m (48.560 ft)
- Vận tốc leo cao: 29,76 m/s (5858 ft/phút)

Trang bị vũ khí

- Súng: 1 × pháo 37 mm Nudelman N-37 và 2 × pháo 23 mm Nudelman-Suranov NS-23.
 2 x pháo 20 mm B-20 ở đuôi.